# Miodrag Mitić
Miodrag Mitić (* 15. September 1959 in Veliko Gradište; † 7. Februar 2022 ebenda) war ein jugoslawischer Volleyballspieler.

## Karriere
Miodrag Mitić begann seine Karriere 1972 beim VGSK Veliko Gradište, mit dem er 1980 überraschend die jugoslawische Meisterschaft gewann. Später war er beim OK Partizan Belgrad, bei Roter Stern Belgrad sowie beim belgischen Klub VT Herentals aktiv, ehe er in seine Heimatstadt zurückkehrte und dort seine Karriere beendete.
Mit der jugoslawischen Nationalmannschaft wurde Mitić 1979 Mittelmeerspielesieger und gewann zugleich EM-Bronze. Bei den Olympischen Sommerspielen 1980 in Moskau belegte er mit dem jugoslawischen Team den sechsten Platz.
Nach seiner Karriere war Mitić zwischen 1996 und 2005, mit gelegentlichen Unterbrechungen, als Trainer beim VGSK Veliko Gradište tätig.
Mitić besuchte die medizinische Fakultät der Universität Belgrad und war nach seinem Studium als Facharzt für Physiologie tätig. Bei den Olympischen Sommerspielen 2012 fungierte er als Mannschaftsarzt der serbischen Frauennationalmannschaft und sein Sohn Mihajlo Mitić gehörte zum Aufgebot der serbischen Männermannschaft.